# 船橋體育館
船橋體育館(日语：ふなばししそうごうたいいくかん)是位於日本千葉縣船橋市的體育館。本體育館為B聯賽千葉噴射機船橋的主場。

## 設施
- 主場館 -2,357.94平方公尺 - 39公尺 × 60.46公尺 × 15公尺
- 副場館 - 839.12平方公尺 -  24.50公尺 × 34.25公尺 × 12.50公尺

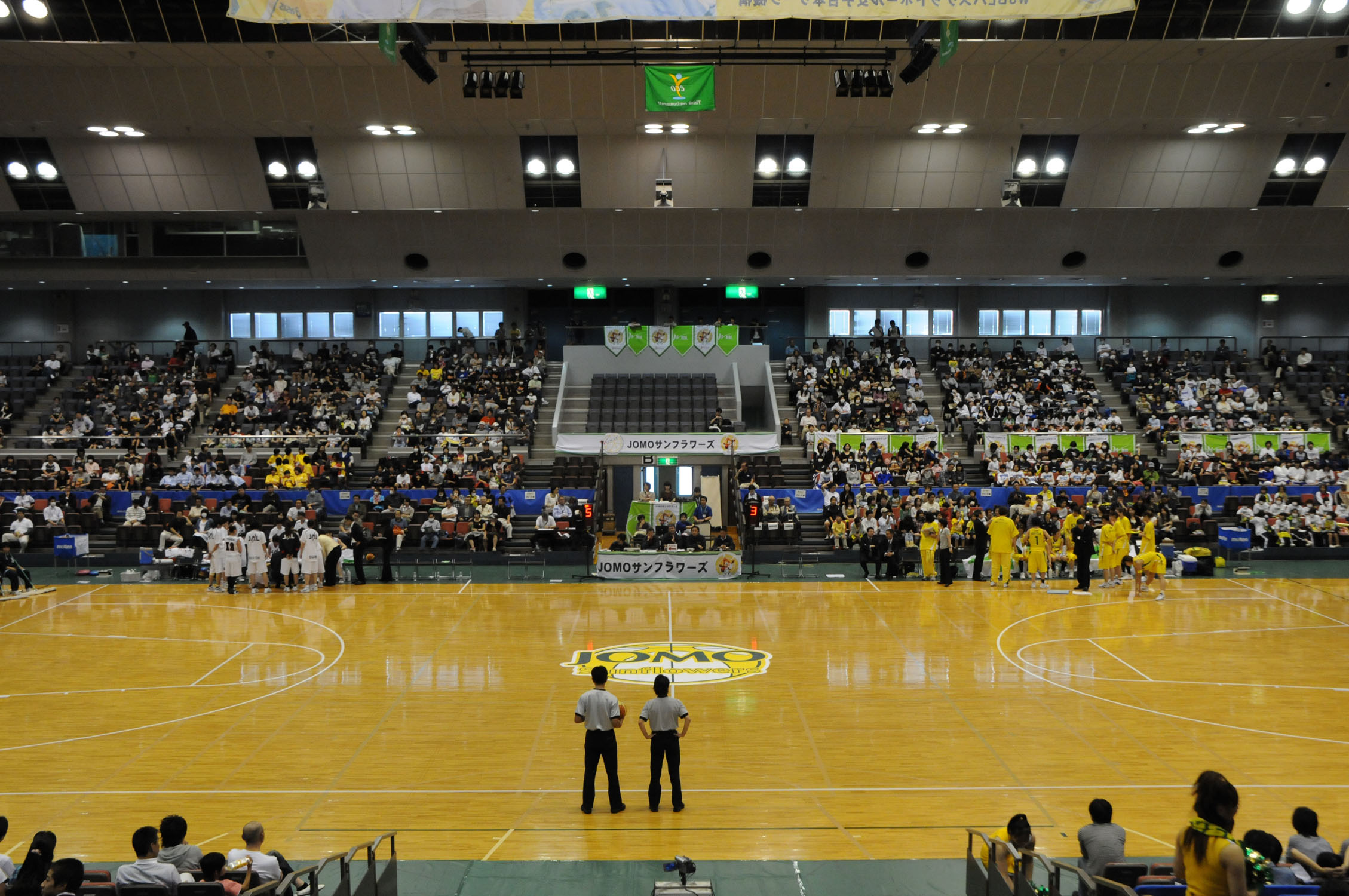
體育館內

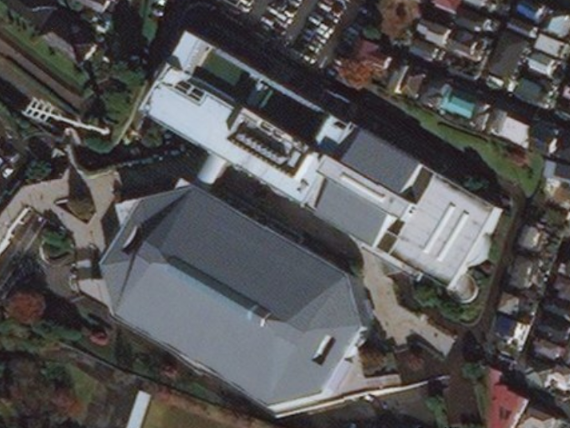
衛星視圖

- 嬰兒遊戲室 - 67.02平方公尺
- 游泳池 - 2公尺 × 6道
- 多用途空間 - 519.87平方公尺
- 桌球室 - 218.43平方公尺
- 射箭場 - 127.13平方公尺
- 訓練室 - 388.48平方公尺